# 欧蒙堡
欧蒙堡（法語：Labastide-du-Haut-Mont，法語發音：[labastid dy o mɔ̃]）是法国洛特省的一个市镇，属于菲雅克区。

## 地理
欧蒙堡（44°50'5"N, 2°7'15"E）面积9.85 平方千米，位于法国奧克西塔尼大區洛特省，该省份为法国西南部内陆省份，北起顺时针与科雷兹省、康塔爾省、阿韦龙省、塔恩-加龙省、洛特-加龍省和多尔多涅省接壤。
与欧蒙堡接壤的市镇（或旧市镇、城区）包括：帕尔朗、圣索里、拉特龙基耶尔、洛雷斯、圣伊莱尔、塞纳亚克-拉特龙基耶尔、凯尔西地区苏塞拉克、贝索尼。

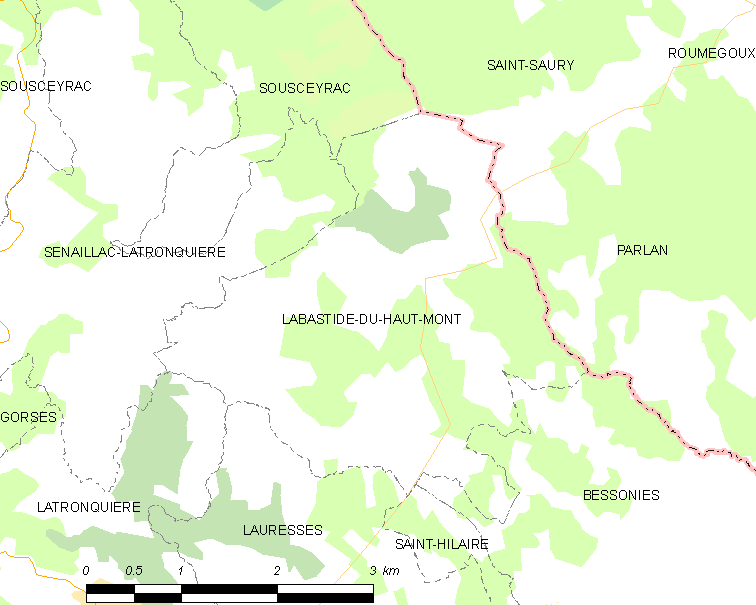
欧蒙堡的OSM定位图

欧蒙堡的时区为UTC+01:00、UTC+02:00（夏令时）。

## 行政
欧蒙堡的邮政编码为46210，INSEE市镇编码为46135。

## 政治
欧蒙堡所属的省级选区为拉卡佩勒马里瓦勒县。

## 人口

1962-2008年间欧蒙堡人口变化图示

欧蒙堡于2022年1月1日时的人口数量为44人。